# Mus sorella
Mus sorella és una espècie de mamífer rosegador de la família dels múrids. Viu a altituds de fins a 1.830 msnm a la República Democràtica del Congo, Kenya, Tanzània i Uganda. Els seus hàbitats naturals són les clarianes dels boscos de plana o montans i les sabanes. És una espècie en risc mínim, és a dir, no sembla que hi hagi cap amenaça significativa per a la seva supervivència. El seu nom específic, sorella, significa ‘germaneta’ en llatí.